# 班得瑞
班得瑞（英語：Bandari），是瑞士音乐公司AVC Audio Video Communications AG旗下的一个新世纪音乐项目。在亚洲，尤其是台湾和中国大陆，唱片公司及媒体经常把班得瑞宣传為一个低调的音乐团体。其作品以新世纪音乐、环境音乐、冥想音乐、凯尔特音乐为主，主要以睡眠、减压为主要音乐功能。风格方面，除原创作品以外，班得瑞的音乐还有许多改编自欧美和日本等地区的世界名曲的翻奏曲目。

## 历史
1989年，当时还在MCS唱片公司从事音乐工作的彼得·博萨（Peter Pozza）成立了班得瑞这个音乐项目。根据他的描述，班得瑞这个名字“是我随手写下的”，他聘请了三位成员：Klaus Löhmer、Michael Rüßmann和Tom Astor制作发行了班得瑞的第一张唱片“Zwischen Tag & Träum: Musik Zur Entspannung”，但在1991年，该公司破产，彼得·博萨随即成立了AVC公司接管了之前公司的业务，新成立的公司主打世界音乐和古典音乐的作品。在最初三年，AVC公司忙于其他项目，“班得瑞”一直处于停滞状态，直至1994年，该项目重启，奧利弗·施瓦茨成为该乐队的队长，主导项目创作。到后面几年，AVC公司在瑞士、德国发布了不少班得瑞的专辑，比如专辑系列《Reflections Vol. 1-5》、《Zeit zum Träumen Vol. 1–8》《Music For Relaxation Vol. 1-5》等，同时班得瑞的作品代表风格也在这几年逐渐形成。
AVC公司早早就注意到了亚洲市场，早在1996年，他们就通过中国唱片广州公司在亚洲发布了他们的第一张唱片，1998年，他们与台湾金革唱片公司取得合作，让金革唱片公司代理发行了一系列唱片，主要於台湾、中国大陆、新加坡、马来西亚等地区发行。这些唱片在亚洲市场取得了巨大成功，为班得瑞赢得了大量乐迷。班得瑞也就此成為新紀元音樂的代表之一。后来到2005年开始，AVC公司在美国的iTunes、7digital等数字音乐网站中也上架了很多班得瑞的系列音乐专辑。

## 争议
台湾金革唱片公司（Jingo Records）为了宣传作品，将班得瑞虚假宣传为一支隐居于深山老林的的乐队，并为此对其音乐加了大量诸如鸟叫声的自然音效。该宣传吸引了大量歌迷，但也使得不少人对此质疑该乐队的真实性。同时，班得瑞的成功也导致了不少盗用班得瑞乐队名义的唱片出现，甚至有人盗用班得瑞乐队名义进行演出。而班得瑞在本土知名度极低却在亚洲知名度很高的情况下也引来了不少质疑声。“班得瑞是否存在”竟成了很多歌迷的一个问题。

## 项目成员
主要成员

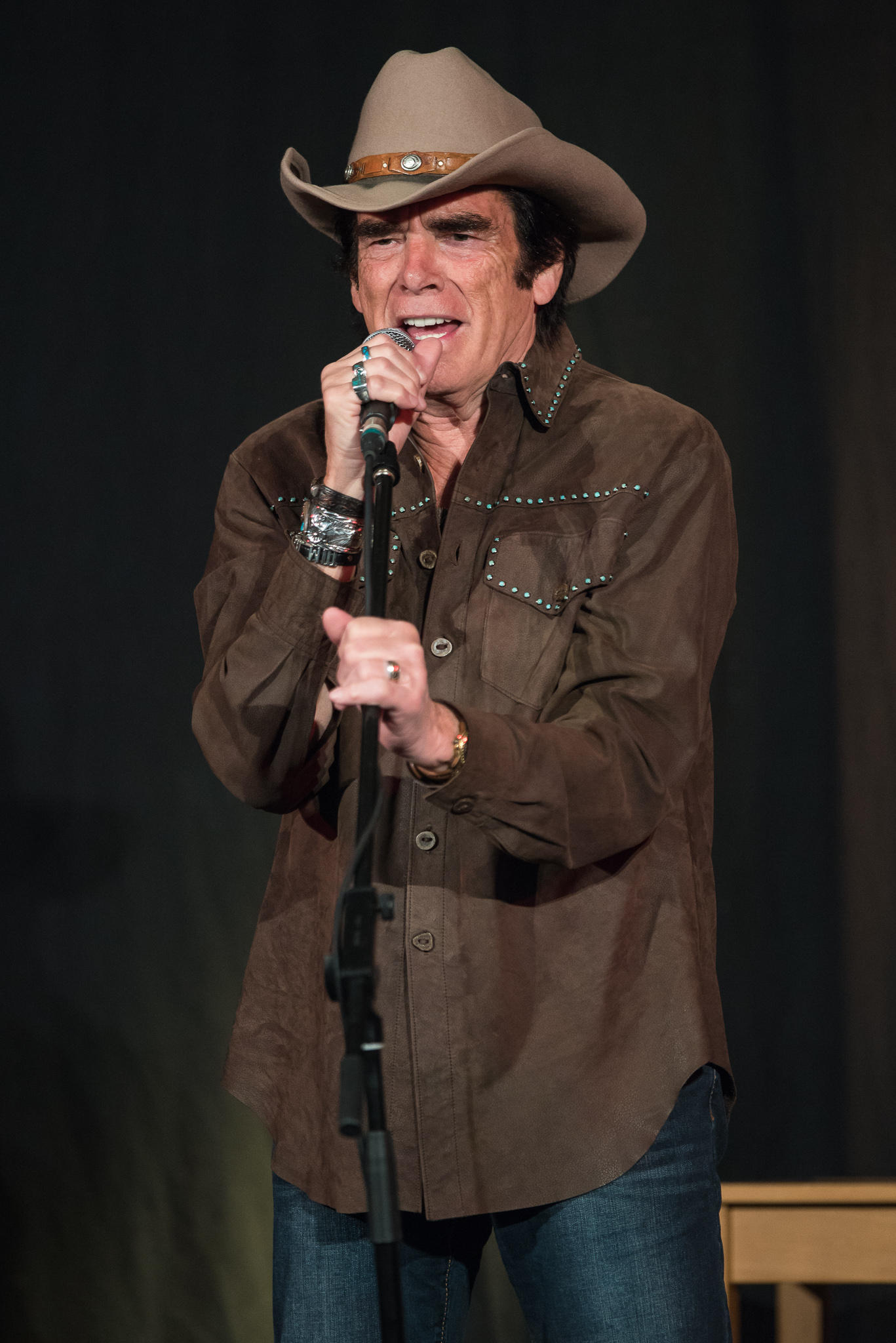
汤姆·阿斯特

- 奥利弗·施瓦茨（Oliver Schwarz）
- 克劳斯·洛梅尔（Klaus Löhmer）
- 德特勒夫·布兰科（Detlef Blanke）
- 哈根·哈同（Hagen Hartung）
- 汤姆·阿斯特（Tom Astor）
- 费利克斯·恩斯特（Felix Ernst）
- 乌多·希维尔林（Udo Hilwerling）
- 克里斯蒂安·雷德克（Christian Reddeker）

临时成员

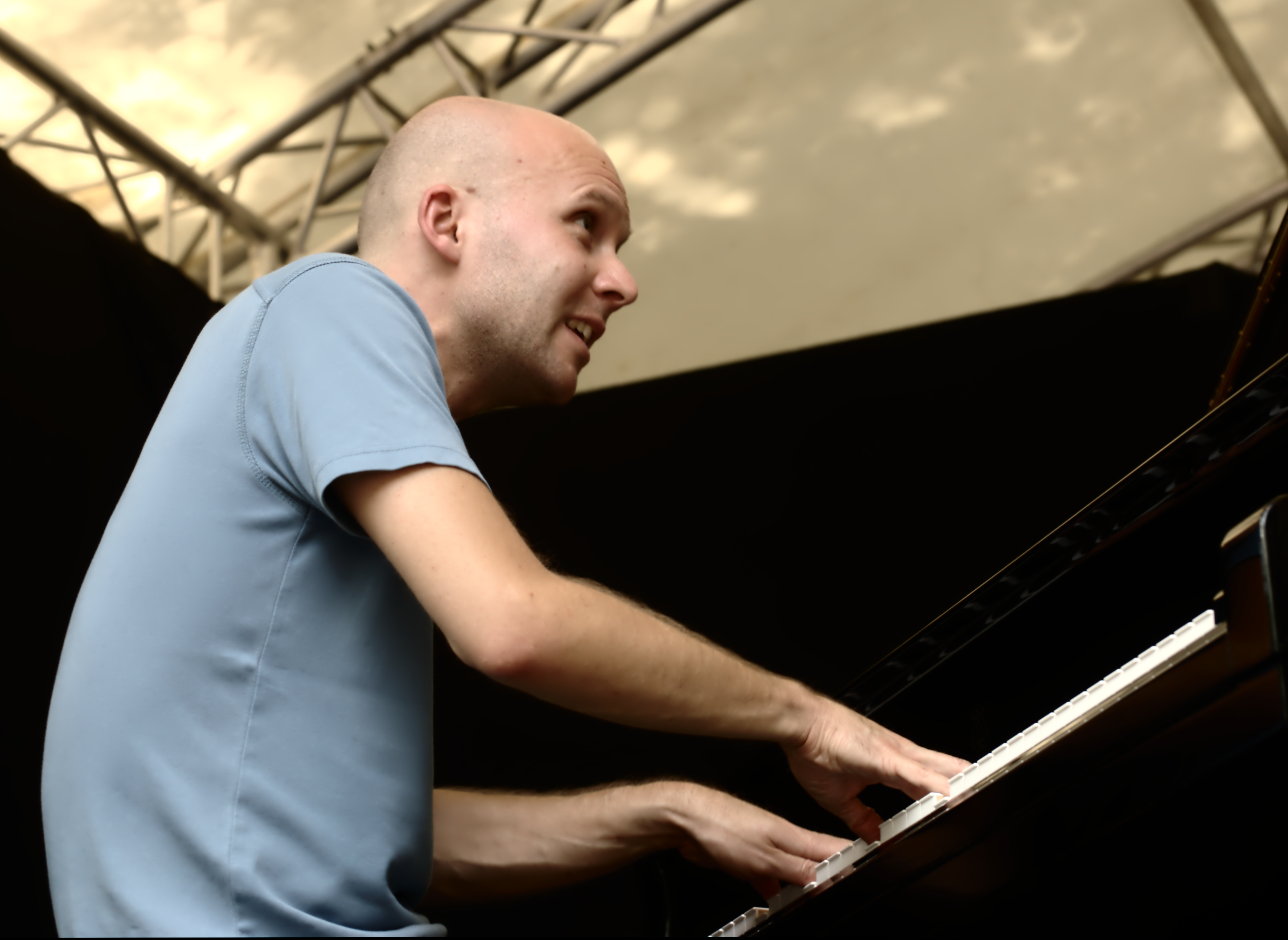
卡斯滕·达尔

- 阿尔诺·霍丁豪斯（Arno Höddinghaus）
- 奥利弗·托恩（Oliver Thöne）
- 埃芙琳·斯特克拉（Evelin Stekla）
- 乌韦·凯珀（Uwe Kepper）
- 安雅·施瓦茨（Anja Schwarz）
- 迈克尔·鲁斯曼（Michael Rüßmann）
- 拉尔斯·赫斯（Lars Hess）
- 托马斯·海内克（Thomas Heinecke）
- 迈克尔·库克（Michael Koch）
- 迈克尔·德内斯纳 (Michael Drienser)
- 迈克尔·克拉姆图（Michael Cramtu）
- 达米安·卢卡（Damian Luca）
- 卡斯滕·达尔（Carsten Daerr）

## 唱片列表
AVC早期在欧洲发行了多张同名系列的专辑，它们的实体专辑均稀有罕见，不易获得。自“The Best Of Meditation”专辑开始，AVC开始在Apple Music等流媒体音乐平台上架新的专辑。
AVC官方发行的专辑
- Zwischen Tag & Traum: Musik Zur Entspannung（1989）
- Reflections - Zeit Zum Träumen（1994-1995，共5张）
- Zeit Zum Träumen（1995-1996，共8张）
- Silence: Music - Harmony - Inspiration（1998-1999，共3张）
- Music For Relaxation（1997-1998，共5张）
- The Best Of New Age（2001）
- Celtic Christmas（2001）
- The Best Of Meditation (2004)
- Relaxation（2008，共10张）
- Children Of Atlantis（2023）
- Peace On Earth（2023）
- Blue Mountain（2023）
- Relaxation - In Tune With Nature（2023）

臺灣金革代理发行的专辑
- 仙境 Wonderland（1998年）
- 寂静山林 Silence With Sound From Nature（1998年）
- 春野 One Day In Spring（1998年）
- 藍色天際 Heaven Blue（1998年）
- 迷霧森林 Mist（1999年）
- 大自然詩情 The Poetry Of Nature 3CD（1999年）
  - Vol.1 阿爾卑斯巡禮 The Alps
  - Vol.2 維也納森林情境 Vienna Forest
  - Vol.3 萊茵河波影 Rhine River
- 日光海岸 Sunny Bay（2000年）
- 夢花園 Garden Of Dreams（2001年）
- 琉璃湖畔 Crystal Lake（2002年）
- 微風山谷 Breezy Valley（2003年）
- 月光水岸 Moonlight Bay（2004年）
- 霧色山脈 Mistyland（2006年）
- 翡翠谷 Emerald Valley（2007年）
- 旭日之丘 Sunrise Hill（2009年）
- 班得瑞：20週年紀念精選集 Bandari 20th Anniversary Collection（2010年）

上海新格音像制品有限公司发行
- 山水诗篇 Chinese Poem（2015年）
- 岛屿星辰 The Island Was Glitter With Stars（2016年）

汇佳英才/北京格蕾艾斯音乐有限公司发行
- 2021班得瑞新专辑 2021 Bandari Latest Album（2021年）